# Khatijun Nissa Siraj
Khatijun Nissa Siraj, née en 1925 et morte le 7 mars 2023, est une activiste en faveur des droits des femmes singapourienne et la cofondatrice de la Young Women’s Muslim Association (PPIS) et du Muslim Women’s Welfare Council. 
En réponse à des abandons massifs de femmes musulmanes par leurs époux, Siraj et le PPIS sont à l’origine de la formation d’un tribunal pour la charia. Elle est devenue la première agente de ce nouveau tribunal spécialisé dans les mariages et les divorces. En parallèle de ses activités avec le PPIS, elle travailla avec de nombreuses autres organisations visant à améliorer la condition des femmes.

## Biographie

### Jeunesse
Khatijun Nissa Siraj est née en 1925, fille d’un riche homme d’affaires d’origine indienne. Avant de devenir activiste, Siraj était volontaire au Saint Andrew’s Mission Hospital en tant que membre des comités de direction de la Singapore Children’s Society et de la Family Planning Association,. Siraj était souvent la seule femme musulmane de ce type de comités, ce qui lui donna l’impression que personne ne s’intéressait aux conditions de vie des femmes musulmanes.

### Activisme
Durant les années 1950, le taux de divorce au sein de la communauté musulmane de Singapour était de 80 %. Les hommes étaient en mesure de divorcer de leurs femmes en payant 90 $ en trois mois, ils n’avaient qu’à déclarer verbalement leur intention de divorcer et il leur était possible de se remarier immédiatement. Les femmes n’avaient pas leur mot à dire et ne pouvaient pas demander le divorce. De plus, il n’était pas nécessaire d’informer la femme de la décision de justice. La polygamie et le mariage des enfants étaient toujours légaux et il n’y avait que peu de protections légales contre les violences domestiques,,,,.
En 1952, Siraj et 21 autres femmes musulmanes issues de différents groupes ethniques ont cofondé la Young Women’s Muslim Association (PPIS). Les idées de la PPIS se répandaient principalement par le bouche à oreille et de plus en plus de femmes rejoignaient le mouvement, même si leurs maris auraient pu les abandonner à ce moment précis,. Le groupe fit pression sur les législateurs pour qu’ils créent une loi assurant une meilleure protection légale des femmes. Leur victoire en novembre 1958 s’accompagne d’une interdiction de la pratique de la polygamie et de la création d’un tribunal de la charia. Le tribunal était en mesure de demander aux maris de payer une pension alimentaire et avant l’interdiction définitive de la polygamie, le mari avait besoin de l’autorisation de la première femme avant d’en épouser une seconde,. Le livre Our Live sot Live : Putting a Woman’s Face to Change in Singapore rend hommage à l’activisme des femmes de la PPIS, à commencer par Khatijun Nissa Siraj, Che Zahara binte Noor Mohamed ou encore Shirin Fozdar.
En 1961, une nouvelle loi en faveur de la protection des lois des femmes est créée. Malgré l’amélioration nette de leurs conditions, il manquait aux femmes de véritables services sociaux, c’est pourquoi, en 1964, Siraj fonda le Muslim Women’s Welfare Council qui s'emploie à donner des conseils légaux et médicaux ainsi qu’une aide financière aux femmes qui en ont besoin,,.
En 2014, Khatijun Nissa Siraj a été récompensée par le Singapore Council of Women’s Organisations, en étant intronisée au Singapore Women’s Hall of Fame.